# Megaselia sulina
Megaselia sulina är en tvåvingeart som beskrevs av Borgmeier 1962. Megaselia sulina ingår i släktet Megaselia och familjen puckelflugor. Inga underarter finns listade i Catalogue of Life.